# Girli
Milly Toomey (6 de diciembre de 1997), conocida por su nombre artístico Girli, es una cantante y rapera británica. Comenzó cantando en clubes nocturnos antes de captar la atención de BBC Radio 1, por lo que inició su carrera como solista en 2014. A través de los años, la artista ha participado en varios espectáculos musicales. Después de lanzar dos EPs en 2017, estrenó su primer álbum de estudio en 2019.

## Carrera
Milly Toomey nació el 6 de diciembre de 1997. Creció en Londres, Reino Unido y asistió a la Escuela de Artes y Música en Stratford; se graduó en 2016. Girli comenzó cantando en clubes nocturnos y con la banda de indie rock Ask Martin. Más tarde, captó la atención de BBC Radio 1, por lo que empezó su carrera como solista en 2014.
Después de una presentación en directo con DJ Kitty en 2016, Girli se embarcó en una gira por Reino Unido entre septiembre y octubre junto con el cantante Oscar Scheller. También se unió al proyecto de Louby McLoughlin «OKgrl», una plataforma de música y moda, y a la colección de artes de Kirsti-Nicole Hadley «GRL PWR».
En 2017, la cantante lanzó su primer EP, Feel OK, a través de Virgin EMI Records. Además, fue el acto de apertura en los conciertos de Declan McKenna en el Reino Unido y se presentó en el Festival Latitude. Ese mismo año, publicó su segundo EP, Hot Mess. En 2018, la artista participó en el Festival de Música Gibraltar y al año siguiente, estrenó su primer álbum de estudio, Odd One Out, a través de PMR Records. En febrero de 2021, publicó su tercer EP, Ex Talk, a través de AllPoints.

## Arte e influencias
The Guardian describió su música como una mezcla entre «bubblegum pop, punk y rap, pegadiza y deliberadamente incómoda», mientras que Allmusic la llamó «una mezcla caótica entre punk, pop y electrónica». En general, sus trabajos abarcan temas como el feminismo, la sexualidad, la cultura queer y la salud mental. Su nombre artístico está inspirado en la banda estadounidense Blondie. Girli citó a M.I.A., Kyary Pamyu Pamyu, Charli XCX, Tegan and Sara, AlunaGeorge y Hannah Diamond como sus influencias musicales. Su estilo también ha sido comparado con el de artistas como Charli XCX, Grimes, Lily Allen y Brooke Candy.

## Vida personal
Girli se identifica así misma como pansexual y feminista. También es conocida por su activismo, al apoyar los derechos de la mujer y LGBT.

## Discografía

### Álbumes
| Título      | Detalles                                                                                           |
| ----------- | -------------------------------------------------------------------------------------------------- |
| Odd One Out | - Fecha de lanzamiento: 5 de abril de 2019 - Discográfica: PMR Records - Formato: Descarga digital |

### EP
| Título   | Detalles |
| -------- | --- |
| Feel OK  | - Fecha de lanzamiento: 19 de mayo de 2017 - Discográfica: Virgin EMI Records - Formato: Descarga digital   |
| Hot Mess | - Fecha de lanzamiento: 10 de octubre de 2017 - Discográfica: PMR Records - Formato: Descarga digital       |
| Ex Talk  | - Fecha de lanzamiento: 12 de febrero de 2021 - Discográfica: AllPoints/Believe - Formato: Descarga digital |

### Sencillos

#### Como artista principal
| Título                                                 | Año  | Álbum              |
| ------------------------------------------------------ | ---- | ------------------ |
| «So You Think You Can Fuck With Me Do Ya»              | 2015 | Sencillo sin álbum |
| «Girls Get Angry Too»                                  | 2016 | Sencillo sin álbum |
| «Girl I Met On The Internet»                           | 2016 | Sencillo sin álbum |
| «Not That Girl»                                        | 2017 | Feel OK            |
| «Mr 10pm Bedtime» (Girli vs The Tuts)                  | 2017 | Sencillo sin álbum |
| «Play It Cool»                                         | 2018 | Sencillo sin álbum |
| «Day Month Second»                                     | 2018 | Odd One Out        |
| «Young»                                                | 2018 | Odd One Out        |
| «Deal With It (Just Kiddin Remix)»                     | 2019 | Odd One Out        |
| «Cold Feet» (con Rony Rex)                             | 2020 | Sencillo sin álbum |
| «Big Cat» (con Brijs y P!nch)                          | 2020 | Sencillo sin álbum |
| «Has Been»                                             | 2020 | Ex Talk            |
| «Letter to My Ex»                                      | 2020 | Ex Talk            |
| «Passive Aggressive»                                   | 2021 | Ex Talk            |
| «Man Can't Hang (Remix)» (con Berry Galazka y Suzi Wu) | 2021 | Sencillo sin álbum |
| «More than a Friend»                                   | 2021 | Sencillo sin álbum |
| «Dysmorphia»                                           | 2021 | Sencillo sin álbum |

#### Como artista invitada
| Título                                         | Año  | Álbum              |
| ---------------------------------------------- | ---- | ------------------ |
| «Breaking My Phone» (Oscar Scheller con Girli) | 2016 | Sencillo sin álbum |